# Andrés Cabrera
Andrés Cabrera (Cuenca, 1430-4 de octubre 1511) fue un financiero, político y militar castellano de ascendencia judeoconversa; mayordomo, consejero y tesorero del rey Enrique IV de Castilla desde 1462, año en que también obtiene el hábito de Santiago ―previamente había sido doncel de Enrique desde 1451 y camarero mayor desde 1455— y partidario de Isabel la Católica en la Guerra de Sucesión Castellana. Casado en 1467, su esposa Beatriz de Bobadilla, posiblemente de ascendencia hebrea, era uno de los personajes más influyentes de la corte, por su proximidad y amistad con la reina, desde la infancia de la entonces princesa Isabel, medio hermana del rey Enrique; fue decisiva en el acercamiento de Andrés al partido isabelino y en la carrera política de este.

## Biografía
El rey, además de nombrarle tesorero de Segovia y Cuenca en 1465, le confió el cargo de justicia mayor de la ciudad de Segovia en 1468 y el de alcaide del Alcázar de Segovia en 1470, un puesto clave desde el que pudo reforzar la influencia de los partidarios de Isabel no solo en la ciudad, sino en todo el reino, al controlar el tesoro real.
Su intervención fue decisiva en los sucesos que siguieron a la muerte del príncipe Alfonso en 1468 y a la del propio rey Enrique en 1474.

...en señal de reconoscimiento de señorío entregaron las varas de la justicia que en sus manos tenían a la dicha señora reyna e su alteza las tomo e las entrego al leal Andrés de Cabrera mayordomo del dicho señor rey don Enrique e de su consejo e justicia mayor de la dicha cibdad de Segouia que ay estaua presente para que las tenga o de a quien las tenga e use por su alteza el cual dicho mayordomo las rescibio de mano de la dicha señora reyna e las entrego a los dichos corregidor e alcaldes e alguazil que presentes estauan que primero las tenia para que las tengan en su lugar e por la dicha señora reyna.
Segovia, diciembre de 1474.

Como recompensa por su apoyo fue ennoblecido por la ya reina Isabel con el título de marqués de Moya, villa conquense que ya le había sido concedida en señorío por Enrique IV en 1463. Posteriormente, en 1480 Isabel le otorgó el señorío de Chinchón, de nueva creación, que incluía buena parte del sur de la actual Comunidad de Madrid, entonces perteneciente a la comunidad de Ciudad y Tierra de Segovia. En el testamento de Isabel la Católica en 1504 se dedica un extenso párrafo a confirmar los privilegios concedidos a él y a su mujer.
Andrés Cabrera se había destacado en las luchas internas de la ciudad de Segovia, donde consiguió impedir una revuelta contra los cristianos nuevos. En 1476, sus enemigos aprovecharon su ausencia de la ciudad para provocar un motín que reclamaba su destitución, que la propia reina negó, acusando de la revuelta al anterior alcaide, Maldonado.
Participó en distintos hechos de armas de la guerra de Granada: tomas de Málaga, Guadix, Baza y de la propia Granada, de cuyas capitulaciones fue testigo el 25 de noviembre de 1491.
Hijo de Pedro López de Madrid o Xibaja y de María Alonso de Cabrera. Estaba emparentado con el segoviano Abraham Senior, rabino mayor de Castilla y recaudador de impuestos, con el que mantuvo estrechas relaciones económicas y políticas conformando un grupo de notables entre los que también figuraba el Contador Mayor Alonso de Quintanilla; uno de cuyos proyectos fue la formación de la Santa Hermandad. Algunas fuentes les califican de partido burgués defensor de los intereses de las ciudades artesanas del centro de Castilla, gobernadas por un patriciado urbano proveniente de la baja nobleza y la burguesía.
Abandonó la corte, junto con doña Beatriz, tras la llegada de Felipe el Hermoso, pero al volver Fernando el Católico, decidió no acudir de nuevo. Felipe el Hermoso le privó de la alcaidía del Alcázar de Segovia otorgándosela a don Juan Manuel, señor de Belmonte. Esta decisión no fue aceptada por Andrés Cabrera, cuyos hijos intentaron recuperarla por la fuerza aprovechando el estado de anarquía del reino. Esta acción fue contestada de forma violenta por algunos caballeros segovianos, partidarios de don Juan Manuel como el licenciado Sebastián de Peralta y el bachiller Alonso de Guadalajara, futuro personaje clave en la Guerra de las Comunidades.
Falleció en 1511, casi diez meses después que su esposa Beatriz, a los 81 años, longevidad infrecuente en aquella época.
Sus restos yacen en la localidad conquense  de Carboneras de Guadazaón, junto con los de su mujer Beatriz de Bobadilla. El edificio es de propiedad privada y está en estado de ruina.

## Descendencia
El matrimonio compuesto por Andrés y Beatriz tuvo los siguientes hijos:
- Juan Pérez de Cabrera y Bobadilla, II marqués de Moya, casado con Ana de Mendoza, hija de Diego Hurtado de Mendoza, I duque del Infantado[9] y de su segunda esposa, Isabel Enríquez de Noroña.
- Fernando de Cabrera y Bobadilla, I conde de Chinchón, casado con Teresa de la Cueva y Toledo, hija de Francisco Fernández de la Cueva y Mendoza, II duque de Alburquerque,[9] siendo uno de sus hijos Andrés de Cabrera-Bobadilla y de la Cueva.
- Francisco de Cabrera y Bobadilla, obispo de Ciudad Rodrigo y de Salamanca.[9]
- Diego de Cabrera y Bobadilla, caballero de la Orden de Calatrava, comendador de Villarrubia y Zurita, y finalmente monje en el convento de Santo Domingo de Talavera de la Reina (Toledo).[9]
- Pedro de Bobadilla, fraile dominico,[9] luego caballero de la Orden de Santiago y de San Juan de Malta, almirante de la Flota Imperial y Pontificia[10] y afamado corsario.[11]
- María de Cabrera y Bobadilla, casada con Pedro Fernández Manrique y Vivero, II conde de Osorno.[9]
- Juana de Cabrera y Bobadilla, casada con García Fernández Manrique, III conde de Osorno.[9]
- Isabel de Cabrera y Bobadilla, casada con Diego Hurtado de Mendoza y Silva, I marqués de Cañete.[9]
- Beatriz de Cabrera y Bobadilla, casada con Bernardino de Lazcano, III señor de Lazcano.[9]

## En la ficción
El personaje de Andrés Cabrera, interpretado por Jordi Díaz, aparece en la serie televisiva Isabel.